# ブリギット・マクマホン
ブリギット・マクマホン（Brigitte McMahon 1967年3月25日 - ）は、スイスのトライアスロン選手である。
マクマホーンは2000年シドニーオリンピックでオリンピック初出場を果たした。そして現在も女子のトライアスロンのオリンピック記録である2時間00分40秒52のタイムで金メダルを獲得した。彼女のスプリットタイムは、スイムが19分44秒58、自転車が1時間05分42秒30、ランが35分13秒64であった。
マクマホーンは2005年6月の大会での検査で、エリスロポエチンについて、陽性となった。彼女は直ちにスイスのトライアスロンチームからはずされ、2年間の競技禁止処分を受けた。マクマホーンは引退を決めた。